# Yakov Timofeyevich Cherevichenko
Yakov Timofeyevich Cherevichenko (tiếng Nga: Я́ков Тимофе́евич Черевиче́нко; 12 tháng 10 năm 1894 - 4 tháng 7 năm 1976) là một tướng lĩnh Liên Xô trong Chiến tranh Vệ quốc vĩ đại.

## Tiểu sử

### Thế chiến thứ nhất và Nội chiến Nga
Yakov Cherevichenko xuất thân trong gia đình nông dân ở làng Novosyolovka thuộc Đế quốc Nga (nay thuộc tỉnh Rostov, Liên bang Nga). Ông đã bị bắt lính vào quân đội Đế quốc Nga đầu Thế chiến nhất vào năm 1914 và là một hạ sĩ quan cấp cao ở thời điểm Cách mạng Tháng Mười năm 1917.
Cherevichenko trở về quê hương mình để tổ chức một nhóm du kích nhằm bảo vệ chính phủ Bolshevik mới thành lập chống lại lực lượng Bạch vệ phản Cách mạng, và nhóm này trở thành một phần của Hồng quân vào tháng 10 năm 1918. Cherevichenko gia nhập Đảng Bolshevik ở thời kỳ cao điểm của Nội chiến Nga năm 1919 và phục vụ trong Tập đoàn quân kỵ binh 1.

### Giữa hai cuộc chiến
Cherevichenko theo học trường Kỵ binh cao cấp của Hồng quân năm 1924 và tốt nghiệp Học viện quân sự Frunze năm 1935. Ông được phong quân hàm Trung tướng khi cấp bậc tướng lĩnh truyền thống được phục hồi trong Hồng quân và giữ chức chỉ huy của Quân khu Odessa từ năm 1940 đến 1941. Ông được thăng cấp Thượng tướng vào tháng 2 năm 1941.

### Thế chiến thứ hai
Cherevichenko là chỉ huy của Tập đoàn quân 9 từ tháng 6 đến tháng 9 năm 1941 và Tập đoàn quân 2 từ ngày 29 tháng 9 đến ngày 4 tháng 10 năm 1941. Ông nắm quyền chỉ huy Phương diện quân Nam từ Trung tướng Dmitry Ryabyshev vào ngày 5 tháng 10 năm 1941.
Vì phần lớn Ukraina đã nằm trong tay Đức vào tháng 10 năm 1941, lực lượng thiết giáp của tướng Kleist đã tiến qua sông Mius đến Rostov Oblast của Nga và đã chiếm thành phố Taganrog vào ngày 4 tháng 11, chuẩn bị tiến xa hơn cho một cuộc tấn công vào Rostov. Cherevichenko và Tổng tư lệnh lực lượng hướng Tây Nam, Nguyên soái Semyon Timoshenko, chuẩn bị thực hiện một cuộc phản công. Timoshenko sau đó đã chuyển hai sư đoàn súng trường và một lữ đoàn xe tăng từ Phương diện quân Tây Nam để chuẩn bị một khu vực dự bị cho Phương diện quân Nam và giải quyết một kế hoạch được thực hiện với tham mưu trưởng của ông, Thiếu tướng Aleksey Antonov và Stavka cũng cung cấp cho Tập đoàn quân 37 để tăng cường hoạt động theo yêu cầu của Timoshenko.
Mặc dù muốn trì hoãn cuộc phản công vì sự chậm trễ cần thiết trong việc tập hợp một số đơn vị của mình, Cherevichenko đã bị buộc phải bắt đầu chiến dịch bởi Stavka và cuộc tấn công bắt đầu vào ngày 17 tháng 11 chỉ với bốn sư đoàn súng trường và một lữ đoàn xe tăng, nhưng chỉ trễ một ngày. Mặc dù có thể chiếm được Rostov, lực lượng thiết giáp Kleist đã bị bất ngờ trong cuộc phản công và buộc phải từ bỏ thành phố vào cuối tháng. Vào ngày 30 tháng 11, Pravda đã công bố một bức ảnh của Cherevichenko cùng với lời khen ngợi của Stalin về những người bảo vệ Rostov. Vào ngày 2 tháng 12, quân Đức lại dồn lực lượng thiết giáp của mình trở lại sông Mius.
Được ghi nhận cho thành công của mình tại Rostov, Cherevichenko được chỉ định làm chỉ huy của Phương diện quân Bryansk, được thành lập lần thứ hai từ Tập đoàn quân 3 từ Phương diện quân Trung Tâm, Tập đoàn quân 13 từ Phương diện quân Tây Nam và Tập đoàn quân 61 từ lực lượng dự bị, vào ngày 24 tháng 12 năm 1941. Phương diện quân này sẽ tham gia vào giai đoạn cuối của Trận chiến Moskva phối hợp với Phương diện quân Tây của Đại tướng Georgy Zhukov và Phương diện quân Kalinin của Thượng tướng Ivan Konev.
Khi được Trung tướng Filipp Golikov thay thế trên cương vị Tư lệnh Phương diện quân Bryansk vào tháng 4 năm 1942, Cherevichenko trở thành phó tư lệnh Phương diện quân Bắc Kavkaz, dưới quyền Nguyên soái Semyon Budyonny, thượng cấp cũ của Cherevichenko trong Tập đoàn quân Kỵ binh 1 thời Nội chiến. Tháng 8 năm 1942, Budyonny chuyển Cherevichenko làm chỉ huy Cụm tác chiến Biển Đen, có trách nhiệm bao gồm việc bảo vệ thành phố cảng Novorossiysk và căn cứ hải quân của Hạm đội Biển Đen. Tuy nhiên, các vị trí này đều rơi vào quân Đức trong Chiến dịch Blau năm 1942.
Không còn được tôn trọng như trước đây bởi cấp trên trong bộ chỉ huy cấp cao, Cherevichenko đã trở thành chỉ huy của Tập đoàn quân 5 của Phương diện quân Tây vào tháng 10 năm 1942, thay thế Trung tướng Ivan Fedyuninsky được thăng chức Phó Tư lệnh Phương diện quân Volkhov. Không lâu sau đó, chức vụ này được chuyển cho Trung tướng Vitaly Polenov, Cherevichenko được triều hồi về Stavka mà không có trách nhiệm chỉ huy cho đến tháng 4 năm 1943, khi ông được bổ nhiệm làm trợ lý chỉ huy của Phương diện quân Bắc Kavkaz (Tư lệnh là Thượng tướng Ivan Maslennikov cho đến tháng 5, rồi Thượng tướng Ivan Petrov).
Cherevichenko giữ vị trí chỉ huy Quân khu Kharkov từ tháng 1 cho đến tháng 9 năm 1944, sau đó lại phục vụ tại Stavka và các hội đồng quân sự của Phương diện quân Belorussia 1 và 2. Ông được bổ nhiệm làm chỉ huy của Quân đoàn súng trường VII vào cuối tháng 4 năm 1945; đơn vị này đã tham gia Trận chiến Berlin với tư cách là một phần của Phương diện quân Belorussia 1 khi kết thúc Thế chiến thứ hai ở châu Âu.

### Sau chiến tranh
Cherevichenko là trợ lý chỉ huy của Quân khu Tauride từ năm 1948 đến 1950.
Cherevichenko đã nghỉ hưu năm 1950. Ông mất vào ngày 4 tháng 7 năm 1976.

## Danh hiệu và giải thưởng
Yakov Cherevichenko đã được trao tặng:
- hai Huân chương Lenin (1940, ngày 21 tháng 2 năm 1945)
- Huân chương Cách mạng Tháng Mười
- bốn Huân chương Cờ đỏ (1923, ngày 22 tháng 2 năm 1930 ngày 3 tháng 11 năm 1944, 1948),
- Huân chương Kutuzov hạng 1 (ngày 29 tháng 7 năm 1944) và lớp 2
- Huân chương Suvorov hạng 2 (1945)
- Huân chương Sao đỏ

## Lược sử quân hàm
- Đại tá (Полковник) (30.12.1935)
- Lữ đoàn trưởn (Комбриг) (17.02.1938)
- Sư đoàn trưởng (Комдив) (8.03.1938)
- Quân đoàn trưởng (Комкор) (4.11.1939)
- Trung tướng (Генерал-лейтенант) (4.06.1940)
- Thượng tướng (Генерал-полковник) (22.02.1941)